# Zwartvoorhoofdstruikgors
De zwartvoorhoofdstruikgors (Atlapetes nigrifrons) is een zangvogel uit de familie Passerellidae (Amerikaanse gorzen).

## Verspreiding en leefgebied
Deze soort komt voor in het Perijágebergte, uiterst noordelijk Colombia en noordwestelijk Venezuela.